# Grand Prix Německa 1970
Grand Prix Německa 1970 (oficiálně XXXII Großer Preis von Deutschland) se jela na okruhu Hockenheimring v Hockenheimu v Německu dne 2. srpna 1970. Závod byl osmým v pořadí v sezóně 1970 šampionátu Formule 1.

## Závod
| Poř.   | No. | Jezdec               | Konstruktér        | Počet kol | Čas/Odstoupení | Pořadí na startu | Body |
| ------ | --- | -------------------- | ------------------ | --------- | -------------- | ---------------- | ---- |
| 1      | 2   | Jochen Rindt         | Lotus-Ford         | 50        | 1:42:00.3      | 2                | 9    |
| 2      | 10  | Jacky Ickx           | Ferrari            | 50        | + 0.7          | 1                | 6    |
| 3      | 4   | Denny Hulme          | McLaren-Ford       | 50        | + 1:21.8       | 16               | 4    |
| 4      | 17  | Emerson Fittipaldi   | Lotus-Ford         | 50        | + 1:55.1       | 13               | 3    |
| 5      | 21  | Rolf Stommelen       | Brabham-Ford       | 49        | + 1 kolo       | 11               | 2    |
| 6      | 14  | Henri Pescarolo      | Matra              | 49        | + 1 kolo       | 5                | 1    |
| 7      | 23  | François Cevert      | March-Ford         | 49        | + 1 kolo       | 14               |      |
| 8      | 12  | Jo Siffert           | March-Ford         | 47        | Zapalování     | 4                |      |
| 9      | 7   | John Surtees         | Surtees-Ford       | 46        | Motor          | 15               |      |
| Ret    | 9   | Graham Hill          | Lotus-Ford         | 37        | Motor          | 20               |      |
| Ret    | 5   | Chris Amon           | March-Ford         | 34        | Motor          | 6                |      |
| Ret    | 15  | Clay Regazzoni       | Ferrari            | 30        | Motor          | 3                |      |
| Ret    | 16  | John Miles           | Lotus-Ford         | 24        | Motor          | 10               |      |
| Ret    | 1   | Jackie Stewart       | March-Ford         | 20        | Motor          | 7                |      |
| Ret    | 11  | Mario Andretti       | March-Ford         | 15        | Převodovka     | 9                |      |
| Ret    | 22  | Ronnie Peterson      | March-Ford         | 11        | Motor          | 19               |      |
| Ret    | 6   | Pedro Rodriguez      | BRM                | 7         | Zapalování     | 8                |      |
| Ret    | 18  | Jackie Oliver        | BRM                | 5         | Motor          | 18               |      |
| Ret    | 3   | Jack Brabham         | Brabham-Ford       | 4         | Únik oleje     | 12               |      |
| Ret    | 8   | Jean-Pierre Beltoise | Matra              | 4         | Zavěšení       | 21               |      |
| Ret    | 24  | Peter Gethin         | McLaren-Ford       | 3         | Klapka         | 17               |      |
| DNQ    | 25  | Brian Redman         | De Tomaso-Ford     |           |                |                  |      |
| DNQ    | 20  | Andrea de Adamich    | McLaren-Alfa Romeo |           |                |                  |      |
| DNQ    | 27  | Silvio Moser         | Bellasi-Ford       |           |                |                  |      |
| DNQ    | 26  | Hubert Hahne         | March-Ford         |           |                |                  |      |
| Zdroj: |     |                      |                    |           |                |                  |      |

## Průběžné pořadí po závodě
Pohár jezdců
|        | Pořadí | Jezdec         | Body |
| ------ | ------ | -------------- | ---- |
|        | 1      | Jochen Rindt   | 45   |
|        | 2      | Jack Brabham   | 25   |
| 1      | 3      | Denny Hulme    | 20   |
| 1      | 4      | Jackie Stewart | 19   |
|        | 5      | Chris Amon     | 14   |
| Zdroj: |        |                |      |

Pohár konstruktérů
|        | Pořadí | Konstruktér  | Body |
| ------ | ------ | ------------ | ---- |
|        | 1      | Lotus-Ford   | 50   |
|        | 2      | March-Ford   | 33   |
|        | 3      | Brabham-Ford | 29   |
|        | 4      | McLaren-Ford | 27   |
| 2      | 5      | Ferrari      | 16   |
| Zdroj: |        |              |      |